# Natalis (Gegenpapst)
Natalis war eine Persönlichkeit der frühen Kirchengeschichte, die gelegentlich als erster römischer Gegenpapst betrachtet wird.
Über Natalis ist wenig bekannt. Eusebius
zitiert in seinen Schriften eine nicht näher benannte frühere Quelle, die einen Bekenner (confessor) namens Natalis erwähnt, der sich um 199 von den Adoptianisten zum Bischof von Rom habe ernennen lassen. Natalis habe schnell bereut und sich in Sack und Asche gehüllt Papst Zephyrinus zu Füßen geworfen und um Wiederaufnahme in die Kirche gebeten.